# 卡克塔斯福里斯特 (亞利桑那州)
卡克塔斯福里斯特（英語：Cactus Forest）是位於美國亞利桑那州皮納爾縣的一個人口普查指定地區。根據2010年美國人口普查，該地人口為594人，而該地的面積約為7.08平方千米。

## 地理
卡克塔斯福里斯特的座標為32°57′28″N 111°19′01″W / 32.95778°N 111.31694°W，而該地最高點為海拔高度713米（即2340英尺）。